# Pandemônio (romance)
Pandemônio é um romance distópico escrito por Lauren Oliver e o segundo livro da trilogia  Delirium. O romance foi publicado primeiramente em 28 de fevereiro de 2012 pela editora HarperTeen nos EUA, e no Brasil em 2013. A história segue a protagonista e sua exploração na Selva fora da comunidade murada onde foi criada. O livro foi precedido por uma novela intitulada Hana e sucedido por Réquiem, o romance final da série.

## Enredo
Alex e eu estamos deitados em um cobertor no quintal do número 37 da rua Brooks. As árvores parecem maiores e mais escuras que de costume. As folhas estão quase pretas, tão entrelaçadas que encobrem o céu.
— Acho que não foi um bom dia para um piquenique — diz Alex, e só então percebo que, é claro, não foi mesmo: não comemos nada da comida que trouxemos.
Aos nossos pés, no cobertor, tem uma cesta cheia de frutas quase estragadas, cobertas por formiguinhas pretas.
— Por que não? — pergunto.
Estamos olhando para a teia de folhas lá em cima, compacta como uma parede.
— Porque está nevando.
Alex ri, e mais uma vez percebo que ele tem razão: está nevando, grandes flocos cinzentos girando à nossa volta. Também está muito frio. Minha respiração forma nuvens no ar, e colo meu corpo no dele, tentando me aquecer.
— Alex, me dê seu braço — digo, mas ele não responde. Tento me encaixar no espaço entre seu braço e o peito, mas o corpo dele está rígido, não mexe. — Alex — insisto.
— Ei, estou com frio.
— Estou com frio — repete ele mecanicamente, mal movendo os lábios.
A boca está azulada e rachada. Ele fita as folhas sem piscar.
— Olhe para mim — peço, mas ele não vira a cabeça, não pisca não se mexe. Uma histeria começa a surgir dentro de mim, uma voz aguda que diz tem algo errado, algo errado, e eu me sentamos e colocamos a mão no peito dele, frio como gelo. — Alex — digo, e depois solto um grito breve: — Alex!
— Lena Morgan Jones!
Desperto de repente, em meio a um coro de risadinhas abafadas. A Sra. Fierstein, professora de biologia do terceiro ano no Quincy Edwards, um colégio para meninas situado no Brooklyn, Setor 5, Distrito 17, está me encarando. É a terceira vez que durmo na aula dela esta semana.
— Já que você parece achar a Criação da Ordem Natural tão exaustiva — diz ela —, que tal um passeio à sala do diretor, para despertar?
— Não! — disparo, mais alto do que pretendia, e provoco uma nova onda de risadinhas entre as garotas. Vim estudar no Edwards após as férias de inverno, há pouco mais de dois meses apenas, e já fui eleita a Esquisita Número Um. As pessoas me evitam como se eu tivesse alguma doença: como se eu tivesse a doença. Se elas soubessem…
— Este é seu último aviso, Srta. Jones — adverte a Sra. Fierstein. — Está me entendendo?
— Não vai se repetir. — Tento parecer obediente e arrependida.
Procuro afastar a lembrança do pesadelo, os pensamentos sobre Alex, sobre Hana e sobre meu antigo colégio, fora, fora, fora, como Graúna me ensinou a fazer. Aquela vida de antes morreu.
A Sra. Fierstein me encara uma última vez (para me intimidar, suponho) e se vira novamente para o quadro, retomando a aula sobre a energia divina dos elétrons. A Lena antiga teria pavor de uma professora como Fierstein.
Ela é velha, má e parece ter nascido do cruzamento de um sapo com um pit bull. É uma daquelas pessoas que fazem a cura parecer redundante: não dá para imaginar que ela algum dia fosse capaz de amar, mesmo sem a intervenção. Mas a Lena de antes também morreu.
Eu a enterrei. Deixei-a do outro lado de uma cerca, atrás de uma parede de fumaça e chamas.

## Recepção
A recepção crítica para o romance foi principalmente positivo, com Kirkus Reviews e School Library Journal dando-lhe comentários otimistas. The Independent deu uma avaliação positiva à maioria, afirmando que, embora Oliver "seja adepta contadora de histórias, ocasionalmente, corajosa", "a história foi pouco cansativa".